# Charley Reynolds
Charles Reynolds, meglio noto come Lonesome Charley (Warren County, 20 marzo 1842 – Little Bighorn, 25 giugno 1876), è stato un esploratore statunitense.
Come esploratore e guida è stato al servizio del 7º Reggimento di cavalleria degli Stati Uniti. Trovò la morte nella battaglia di Little Bighorn nel Territorio del Montana.

## Biografia

### Primi anni
Charles Alexander Reynolds nacque nel 1842 nella Ward 1 della contea di Warren, Illinois. Era figlio del medico Joseph Boyer e di Phoebe Bush Reynolds ed apparteneva ad una famiglia dell’alta borghesia locale. Dopo la morte della madre nel 1845, la famiglia si trasferì prima ad Abingdon (Illinois), dove Charles frequentò l'Abingdon College per tre anni, e poi in Kansas dove il padre esercitò la professione di medico. Nel 1860 Charles lasciò la famiglia e partì per il Colorado attratto dalla corsa all'oro di Pikes Peak. Durante la guerra civile americana si arruolò nell'esercito dell'Unione e con il 10º Reggimento di fanteria volontari del Kansas partecipò a vari scontri armati al confine tra Kansas e Missouri. Il 19 agosto 1864, al termine del suo servizio, Charles Reynolds fu congedato con onore a Fort Leavenworth (Kansas).

### Commerciante, scout e cacciatore
Dopo la guerra, per un breve periodo commerciò in pellicce con gli indiani, poi si impegnò come guida lungo il Santa Fe Trail. Nel 1866, grazie alla sua grande abilità di tiratore, diventò un cacciatore di bufali nell’alta valle del Republican River (Nebraska). Avendo avuto problemi con gli indiani, tre anni dopo ritornò a fare lo scout nell'allora Territorio del Dakota e successivamente il trapper. Per questo suo continuo girovagare prevalentemente da solo, impegnato in attività sempre diverse, e per come manteneva privati i dettagli della sua vita fu conosciuto come “Lonesome Charley” (Charley il solitario).
In pochi anni Charley Reynolds si guadagnò una reputazione senza uguali come cacciatore ed esploratore delle pianure occidentali. Non era un uomo rozzo, come la maggior parte dei suoi omologhi, ma era persona educata, tranquilla e modesta. 

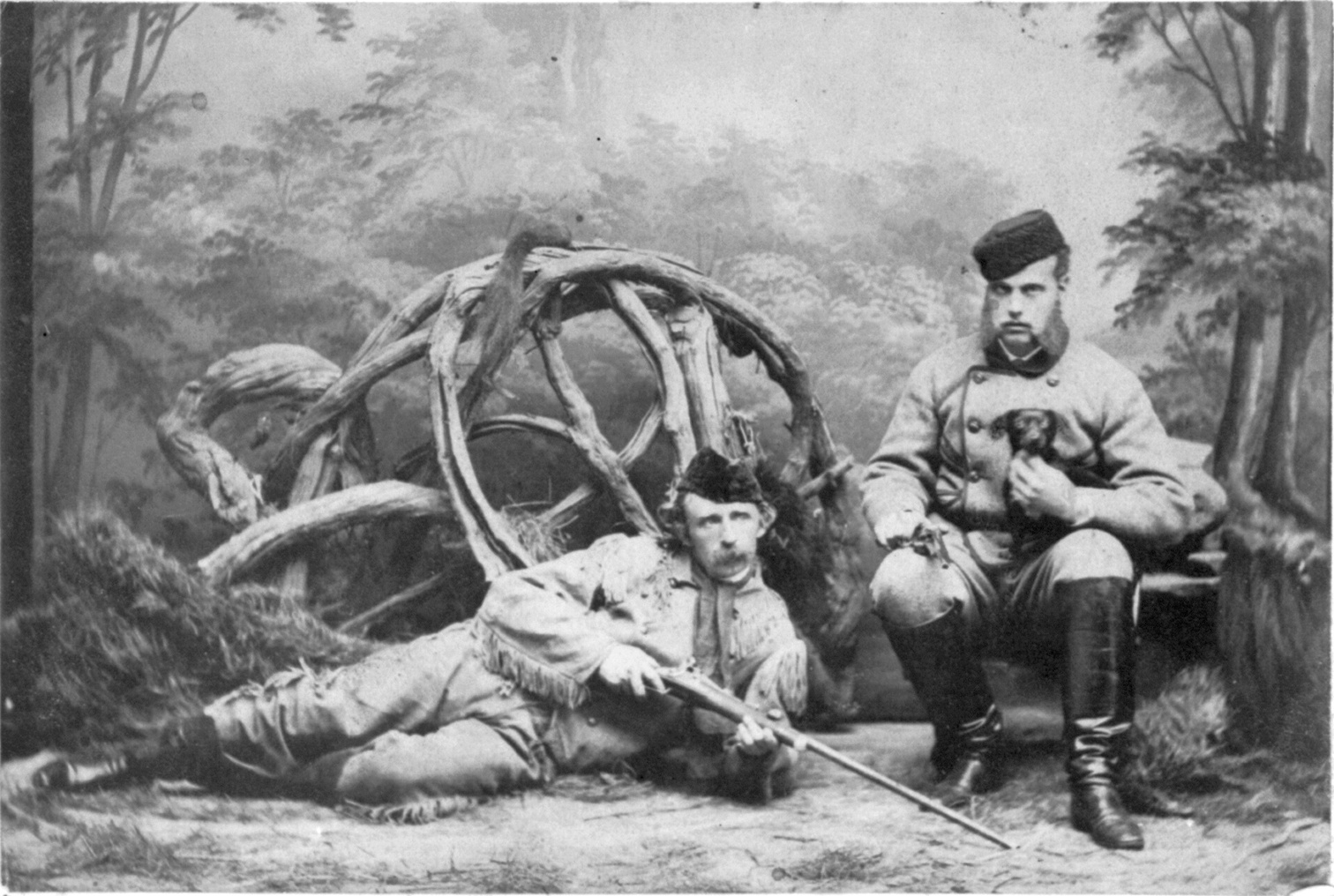
Il granduca Alexei Aleksandrovič e George A. Custer a Topeka (1872).

I nativi americani gli attribuivano poteri magici per le sue capacità di seguire e sparare alla selvaggina e lo chiamavano “Lucky Man” riferendosi alla straordinaria abilità che dimostrava di avere nel tiro con la sua carabina Sharps calibro 44.
Per questo motivo il generale Philip H. Sheridan nel 1872 lo scelse per accompagnare il granduca Aleksej Aleksandrovič Romanov di Russia per una battuta di caccia al bisonte in Nebraska. In quella occasione Charley ebbe modo di incontrare e conoscere il tenente colonnello George Armstrong Custer che, con Buffalo Bill, faceva parte del gruppo di persone che scortavano il granduca.
In quello stesso anno Charley partecipò alla prima spedizione guidata dal generale David S. Stanley nel territorio ancora ampiamente inesplorato del fiume Yellowstone.

### Spedizione nelle Black Hills
Nell'estate del 1874 fu il capo degli scout che accompagnarono il reggimento di Custer nella spedizione nelle Black Hills. Custer apprezzava molto le qualità di Reynolds e in quella spedizione gli affidò i compiti più ardui e tutte le missioni più difficili in cui era richiesta affidabilità e riservatezza. Elizabeth, la moglie di Custer, di lui così scrisse «Mio marito aveva per lui un'ammirazione così genuina che imparai presto ad ascoltare tutto ciò che riguardava la sua vita con notevole interesse. Era così timido che alzava appena gli occhi quando stendevo la mano quando il generale mi presentava. Non assumeva l'abito pittoresco, i capelli lunghi, la cintura piena di armi che sono caratteristici dello scout. I suoi modi erano perfettamente semplici e diretti e non sarebbe mai stato indotto a parlare di se stesso. Aveva occhi blu scuro e un viso franco».
Quando Custer ebbe conferma dell’esistenza dell’oro nella Black Hills inviò Charley Reynolds con un messaggio a Fort Laramie per rendere pubblica la straordinaria notizia. Reynolds dovette percorrere 150 miglia in un territorio infestato da indiani avendo con sé solo la bussola per orientarsi. Per non essere visto dagli indiani si muoveva solo di notte mentre di giorno restava nascosto tra la vegetazione o nell'erba alta. Alla fine di quel pericoloso tragitto, percorse l’ultimo tratto a piedi perché il suo cavallo era esausto a causa della mancanza di acqua. La notizia che nelle Black Hills l’oro si trovava, “perfino alle radici dell’erba” rappresentò l’inizio della lunga ombra che pian piano scese sulla vita delle tribù indiane delle grandi pianure nord-occidentali. Alla fine di quell'anno, Charley Reynolds, che si trovava nella riserva indiana di Standing Rock, contribuì alla cattura del capo hunkpapa Pioggia-in-Faccia che si vantava di aver ucciso due civili durante la Spedizione di Yellowstone del 1873.

### Battaglia del Little Bighorn
Reynolds fu nuovamente con il 7º Cavalleria di Custer nella grande campagna contro gli indiani ‘ostili’ del 1876. Il 25 giugno, alle prime luci del mattino il tenente Charles Varnum con alcuni scout, tra cui Coltello Insanguinato e Charley Reynolds, dalla sommità di un'altura nota come Crow’s Nest, scorse l’enorme distesa di tepee nella valle del Little Bighorn. Vista la dimensione dell’accampamento, i due scout sconsigliarono Custer dall’attaccare gli indiani, ma Custer ignorò del tutto il loro avvertimento.
La sera precedente Reynolds, quasi presagendo il proprio destino, aveva distribuito le sue poche cose agli altri scout dicendo «Domani è anche il mio ultimo giorno» Quando cominciò la battaglia, Reynolds era aggregato agli squadroni del maggiore Marcus Reno che avevano il compito di attaccare la parte meridionale dell’accampamento indiano.

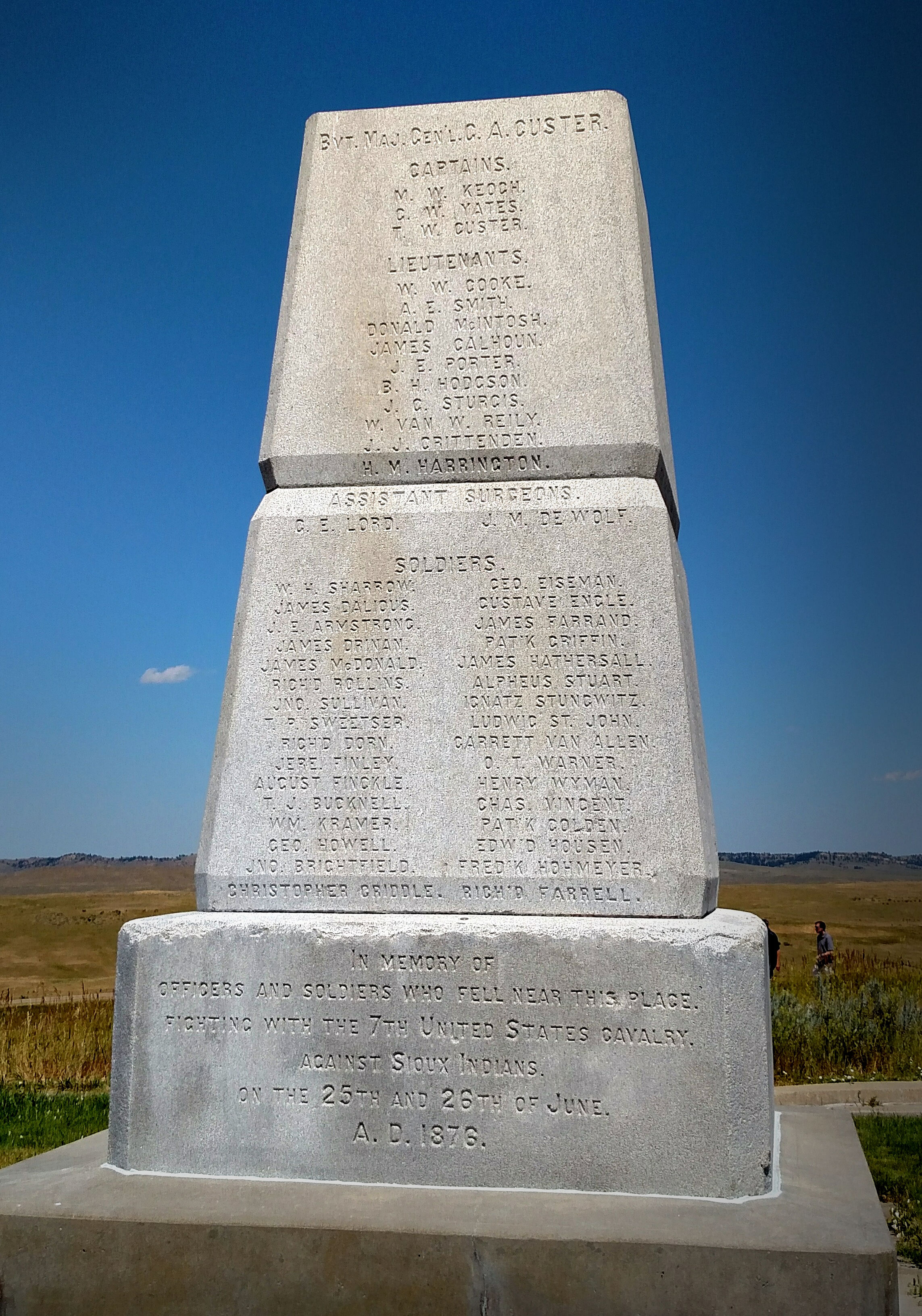
Memoriale in pietra visto da est.

### La morte
Nel corso della battaglia Reynolds fu colpito al cuore mentre era fermo accanto al dottor Henry Porter che stava prestando soccorso ad un soldato ferito.
Charley Reynolds aveva 34 anni quando morì. Inizialmente il suo corpo fu seppellito sul campo di battaglia del Little Bighorn come quello degli altri caduti. In seguito i suoi resti furono rimossi e probabilmente reinterrati, con i resti della maggior parte dei soldati uccisi, in una fossa comune sulla sommità della collina nota come Last Stand Hill dove, nel 1879, fu eretto un obelisco in pietra in ricordo dei caduti di quella battaglia.